# Droujka
Le Droujka (en russe : Дружка) chez les peuples slaves est la personne qui représente le marié lors de la cérémonie de mariage, de la noce. Il dirige cette cérémonie et veille à ce que la coutume soit respectée comme la comprend la communauté rurale ou urbaine. Il protège le marié et la mariée de leurs invités si des disputes surviennent. Il doit aussi veiller à ce que les participants au mariage s'amusent durant la noce. C'est habituellement un ami ou un parent du marié qui remplit cette fonction. Mais cela peut-être un prêtre, un sorcier. 